# Charles Samuel

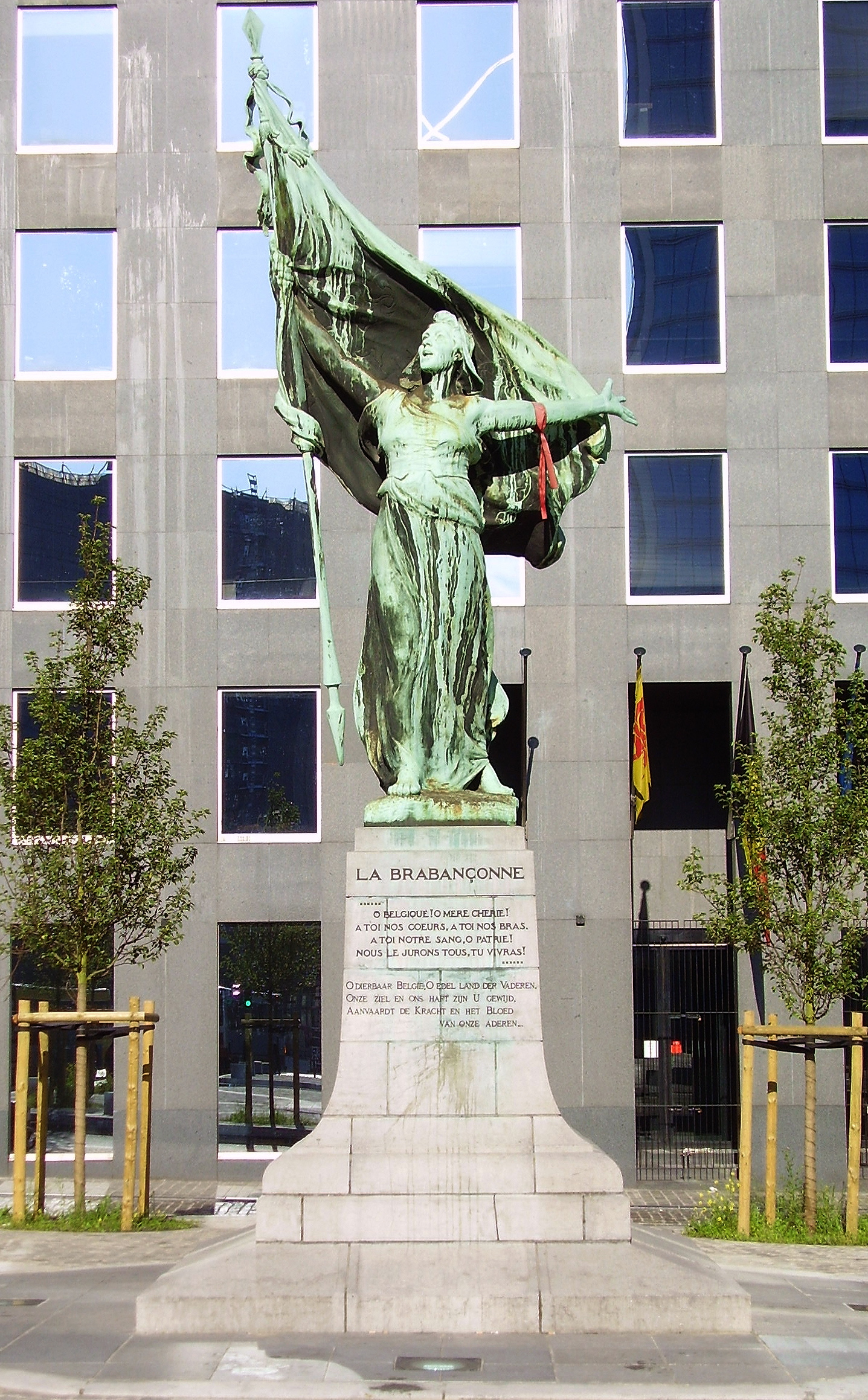
La Brabançonne, 1930

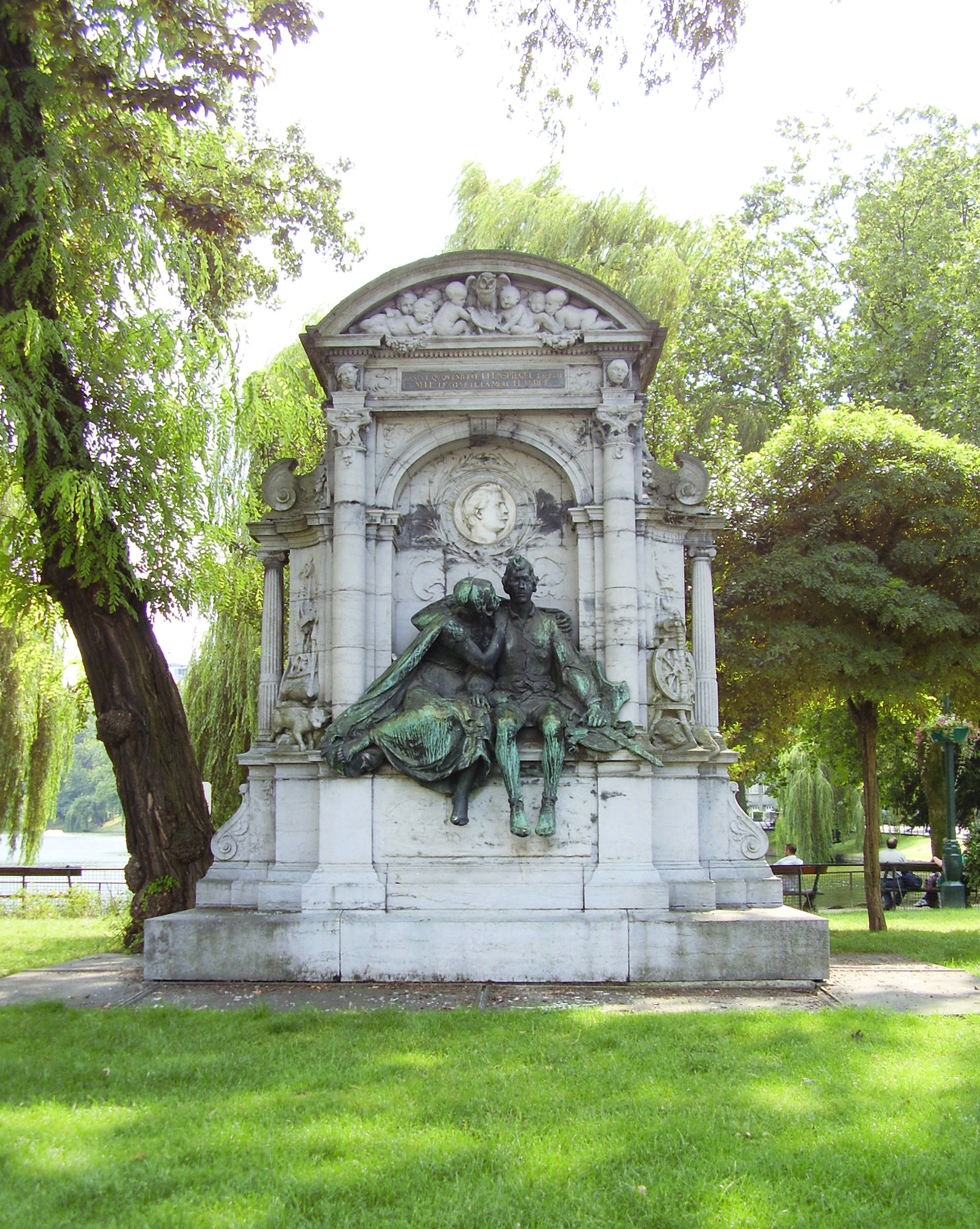
Monumento a Charles De Coster, 1894.

Charles Samuel (Bruselas, 29 de diciembre de 1862 - Cannes, 31 de enero de 1938) fue un escultor belga.

## Formación
Tras su aprendizaje en grabados con Léopold Wiener, en escultura con Eugène Simonis, Joseph Jaquet y Charles Van der Stappen, y en medallas con el orfebre y escultor Philippe Wolfers, comenzó una brillante carrera en 1889.

## Obra
Entre sus varias estatuas, destacan la de Charles De Coster en los estanques de Ixelles (1894) y la de la Brabançonne (1930). En junio de 1909, participó en Múnich en la décima exposición universal cuatrienal de Bellas Artes organizada por la Münchener Künstler Genossenschaft y la Münchener Secession como parte de la delegación belga dirigida por el escultor y pintor Jacques de Lalaing que se desarrolló en el Palacio de Cristal. 